# Stiftskirche (Elten)

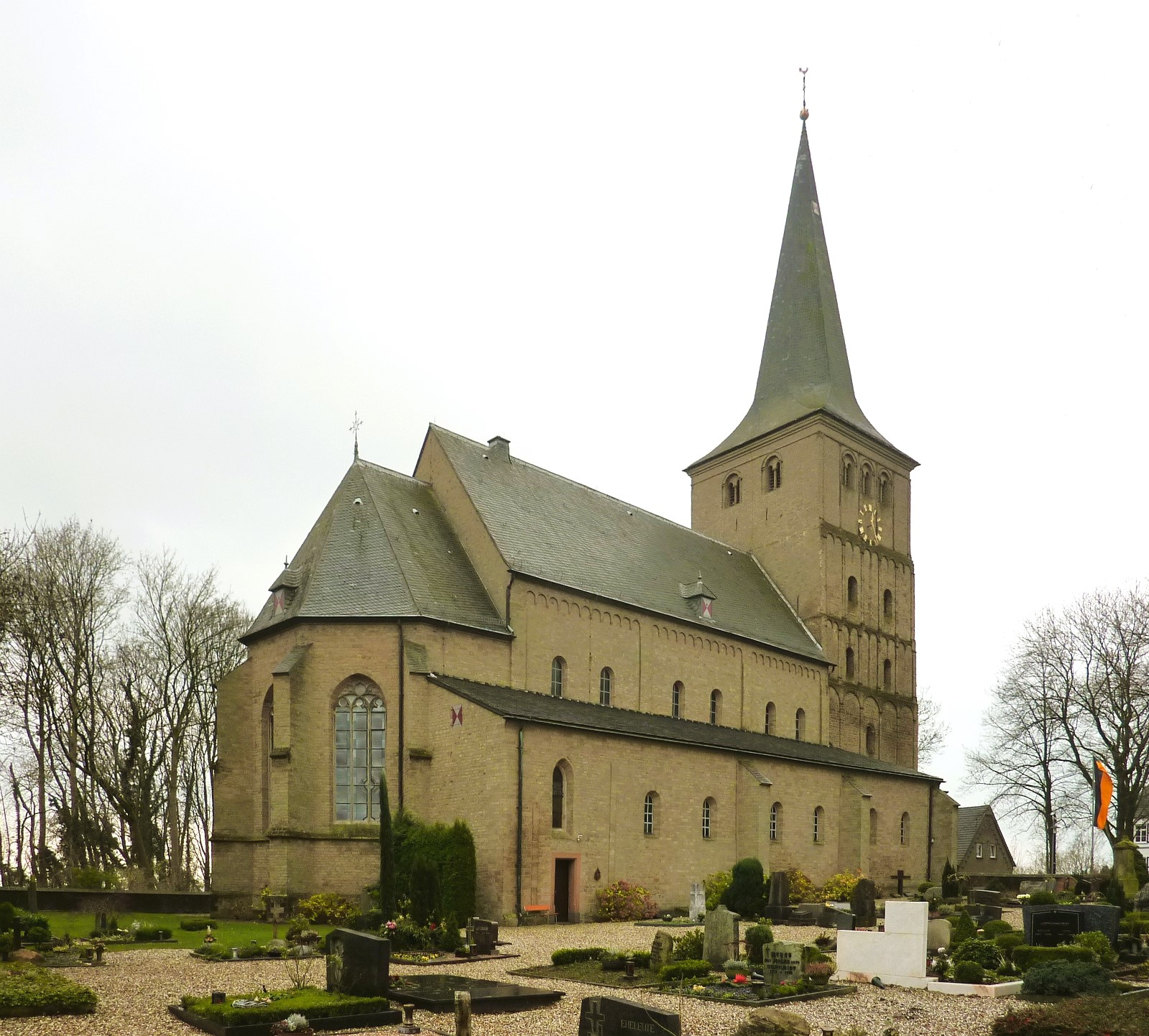
Ansicht von Nordost (2013)

Die ehemalige Stiftskirche Elten ist die Eltener römisch-katholische Pfarrkirche St. Vitus.

## Vorgängerbauten
Ausgrabungen in den Jahren 1959 und 1964/65 haben neben den Burgbauten auf dem Eltenberg die ursprüngliche Burgkapelle, einen rechteckigen Holzbau mit quadratischem Chor vom Anfang des 10. Jahrhunderts, sowie einen südlich davon gelegenen Rundbau nachgewiesen. Im Jahr 967, im Anschluss an die Gründung des adeligen Damenstiftes Elten durch Graf Wichmann von Hamaland, entstand als erste Stiftskirche ein dreischiffiger Tuffsteinbau, der den älteren Rundbau integrierte.

## Die heutige Kirche

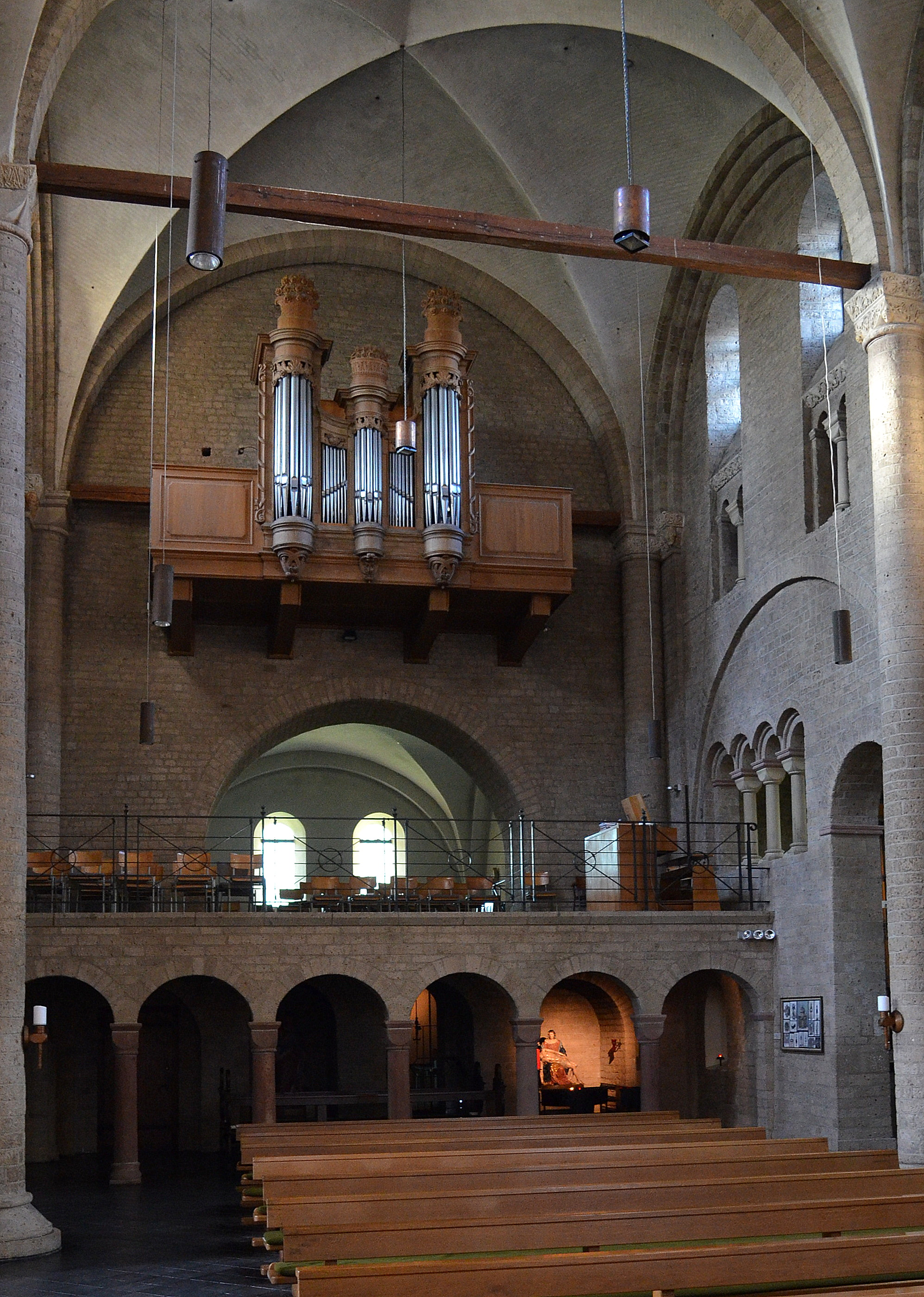
Blick zur Orgel (2014)

Unter Äbtissin Irmgardis (um 1100–1129) wurde der vorromanische Kirchenbau durch einen romanischen Neubau ersetzt, der im Jahr 1129 durch Bischof Sigward von Minden in Anwesenheit von König Lothar III. geweiht wurde. Dieser ebenfalls in Tuffstein errichtete Kirchenbau besteht aus einem basilikalen Langhaus, das über vier Doppeljoche im gebundenen System gewölbt ist. Im Osten schloss sich ursprünglich ein Querhaus und der Chor an. Der westlich vorgelagerte Einturm gilt als der älteste in der rheinischen Kirchenarchitektur. Die Stiftskirche von Elten diente als architektonisches Vorbild für die 1129–34 von Bischof Sigward errichtete Sigwardskirche in Idensen.
Schon in der zweiten Hälfte des 14. Jahrhunderts wurden größere Reparaturen und Veränderungen notwendig, die eine Neueinwölbung und den Anbau eines gotischen Chores bewirkten. Im Spanisch-Niederländischen Krieg wurde die Kirche 1585 zerstört, erst 1671 bis 1677 erfolgte der Wiederaufbau in reduzierter Form unter Abbruch der Ostteile, deren Teile für den neuen Chor wiederverwendet wurden. Der Ruinenzustand um 1660 ist durch die Zeichnungen des niederländischen Architekten Justus Vinckboons (* um 1620; † um 1698) dokumentiert.
Am Ausgang des Zweiten Weltkriegs 1945 erfolgten starke Zerstörungen. Bis 1956 wurde der Turm, bis 1965 der Kirchenbau unter Rekonstruktion der romanischen Gewölbe durch Walter Bader wiederaufgebaut.